# La Vie privée d'Henry VIII
Pour plus de détails, voir Fiche technique et Distribution.
La Vie privée d'Henry VIII (The Private Life of Henry VIII) est un film américano-britannique réalisé par Alexander Korda, sorti en 1933.
Ce film évoque la vie privée tourmentée du roi d'Angleterre Henry VIII à travers ses mariages successifs souvent fatals pour ses épouses.

## Synopsis
Arrivé à un âge avancé et après avoir fait assassiner chacune de ses précédentes épouses, le roi Henry VIII se laisse diriger par Catherine Parr, qui lui survivra .

## Fiche technique
- Titre original : The Private Life of Henry VIII
- Titre français : La Vie privée d'Henry VIII
- Réalisation : Alexander Korda
- Scénario : Arthur Wimperis
- Dialogues : Lajos Biró et Arthur Wimperis
- Décors : Vincent Korda
- Costumes : John Armstrong
- Photographie : Georges Périnal, assisté d'Osmond Borradaile (cadreur)
- Son : A.W. Watkins
- Musique : Kurt Schröder
- Montage : Stephen Harrison
- Production : Alexander Korda et Ludovico Toeplitz
- Sociétés de production :  London Film Productions /  United Artists
- Société de distribution : United Artists
- Pays de production :  Royaume-Uni /  États-Unis
- Langue originale : anglais
- Format : Noir et blanc — 35 mm — 1,37:1 - Son Mono (Western Electric)
- Genre : Comédie dramatique, Film biographique, Film historique
- Durée : 97 minutes
- Dates de sortie :
  - Royaume-Uni : 17 août 1933
  - États-Unis : 21 septembre 1933
  - France : 29 septembre 1933

## Distribution
- Charles Laughton : Le Roi Henry VIII
- Robert Donat : Thomas Culpeper
- Franklin Dyall : Thomas Cromwell
- Miles Mander : Thomas Wriothesley
- Laurence Hanray : l'archevêque Thomas Cranmer
- William Austin : Duc de Clèves
- John Loder : Thomas Peynell
- Claud Allister : Cornell
- Gibb McLaughlin : Le bourreau français
- Sam Livesey : Le bourreau anglais
- Merle Oberon : Anne Boleyn
- Wendy Barrie : Jeanne Seymour
- Elsa Lanchester (VF : Simone Dauvillier) : Anne de Clèves
- Binnie Barnes : Catherine Howard
- Everley Gregg : Catherine Parr
- Lady Tree : L'infirmière du roi Henry VIII

Acteurs non crédités
- Frederick Culley : Duc de Norfolk
- Judy Kelly : Lady Rochford
- John Turnbull : Hans Holbein le Jeune

## Chanson du film
- What Shall I Do for Love, paroles et musique de Henry VIII

## Récompenses et distinctions

### Récompenses
- 1933 : Oscar du meilleur acteur pour Charles Laughton

### Nominations
- 1933 : Oscar du meilleur film

## Autour du film
- Après plusieurs versions du script, le scénario, qui devait à l'origine se limiter à l'histoire d'Henry VIII et Anne de Clèves, a été développé pour finalement traiter de cinq autres épouses du roi.
- Alexander Korda eut des difficultés à trouver un financement car les projets portant sur cette époque étaient mal vus, on lui conseilla même d'enlever Henry du titre.
- En fin de compte, avec l'aide de Richard Norton et Murray Silverstone, United Artists, qui cherchait un nouveau film à distribuer, accepta de verser plusieurs milliers de livres.
- Plus tard, alors que le film était en tournage, Korda manquait encore des fonds nécessaires et pour faire des économies, les décors ont été construits à bon marché, les mêmes costumes ont été portés tout au long du film, et les acteurs ont accepté de réduire leur salaire en attendant la sortie du film.
- Le film a connu un énorme succès en France. En 1937 Christian-Jaque dans son film François Ier fait dire un lapsus à Fernandel qui présenté à Henry VIII l'appelle Laughton avant de se reprendre.
- Le film rapporta près de 500 000 $ rien qu'aux États-Unis, prouvant ainsi qu'une production britannique pouvait concurrencer Hollywood[1].